# Ambicodamus marae
Ambicodamus marae är en spindelart som beskrevs av Harvey 1995. Ambicodamus marae ingår i släktet Ambicodamus och familjen Nicodamidae.
Artens utbredningsområde är Western Australia. Inga underarter finns listade i Catalogue of Life.